# ISO 3166-2:SH
ISO 3166-2:SH – kody ISO 3166-2 dla Wyspy Świętej Heleny, Wyspy Wniebowstąpienia i Tristan da Cunha.
Kody ISO 3166-2 to część standardu ISO 3166 publikowanego przez Międzynarodową Organizację Normalizacyjną. Kody te są przypisywane głównym jednostkom podziału administracyjnego, takim jak np. województwa czy stany, każdego kraju posiadającego kod w standardzie ISO 3166-1. 
Wyspa Świętej Heleny, Wyspa Wniebowstąpienia i Tristan da Cunha, pomimo że są brytyjskim terytorium zamorskim, nie posiadają kodu ISO 3166-2:GB, wynikającego z podziału terytorialnego Wielkiej Brytanii. 
Aktualnie (2017) dla Wyspy Świętej Heleny, Wyspy Wniebowstąpienia i Tristan da Cunha zdefiniowano kody dla 3 okręgów administracyjnych.
Pierwsza część oznaczenia to kod Wyspy Świętej Heleny, Wyspy Wniebowstąpienia i Tristan da Cunha zgodnie z ISO 3166-1, natomiast druga część oznaczenia znajdująca się po myślniku to dwuliterowy kod jednostki administracyjnej.

## Kody ISO
| Kod ISO | Nazwa jednostki administracyjnej | Rodzaj jednostki administracyjnej |
| ------- | -------------------------------- | --------------------------------- |
| SH-AC   | Wyspa Wniebowstąpienia           | okręg administracyjny             |
| SH-HL   | Wyspa Świętej Heleny             | okręg administracyjny             |
| SH-TA   | Tristan da Cunha                 | okręg administracyjny             |